# Nephrotoma toxopei
Nephrotoma toxopei är en tvåvingeart som beskrevs av Edwards 1926. Nephrotoma toxopei ingår i släktet Nephrotoma och familjen storharkrankar. Inga underarter finns listade i Catalogue of Life.